# Una semblanza del Doctor Johnson
Una semblanza del Doctor Johnson (título original en inglés: A Reminiscence of Dr. Samuel Johnson) es una historia corta escrita en 1917 por el escritor estadounidense de terror H. P. Lovecraft. Fue publicada por primera vez en la edición de septiembre de 1917 de United Amateur, bajo el seudónimo de Humphrey Littlewit, Esq., y luego reeditada por Arkham House en la antología de 1944 Marginalia.

## Argumento
El cuento trata de una parodia autorreferencial realizada por el propio Lovecraft acerca de sus afectadas aspiraciones como anticuario. De hecho, el protagonista, llamado Littlewit, nace en la misma fecha que H. P. L., un 20 de agosto, pero doscientos años antes, es decir, en 1690, lo cual arroja una edad de 228 años cuando escribe sus memorias.
El crítico Daniel Harms escribe: "Si bien no es una de sus piezas más inspiradas, al menos muestra que HPL se dio cuenta de sus pretensiones... de ser un caballero mayor y culto de una época anterior, y poder burlarse de sí mismo".